# Нові Білярі
Нові Білярі (у минулому Ной-Анненталь, нім. Neu Annental) — селище Южненської міської громади Одеського району Одеської області в Україні. Староста Новобілярського старостинського округу: Молотай Ірина Іванівна

## Населення
Динаміка чисельності населення смт. Нові Білярі:
- 1970 — 2900 мешканців;
- 1979 — 4586 (з кінця 1970-х  – поч. 1980-х рр. почалося відселення жителів у смт Южне (та селище Котовського (Одеса)?))
- 1989 — 2780 мешканців (1337 чоловіків і 1443 жінки)[3];
- 1999 — 1200 мешканців;
- 2001 — 834 мешканців;
- 2011 — 478 мешканців.[4]
- 2017—190 мешканців.

### Мова
Розподіл населення за рідною мовою за даними перепису 2001 року:
| Мова       | Відсоток |
| ---------- | -------- |
| українська | 71,94 %  |
| російська  | 26,50 %  |
| молдовська | 0,72 %   |
| білоруська | 0,48 %   |
| болгарська | 0,24 %   |
| грецька    | 0,12 %   |

## Економіка
У селищі діяють:
- ВЕС.

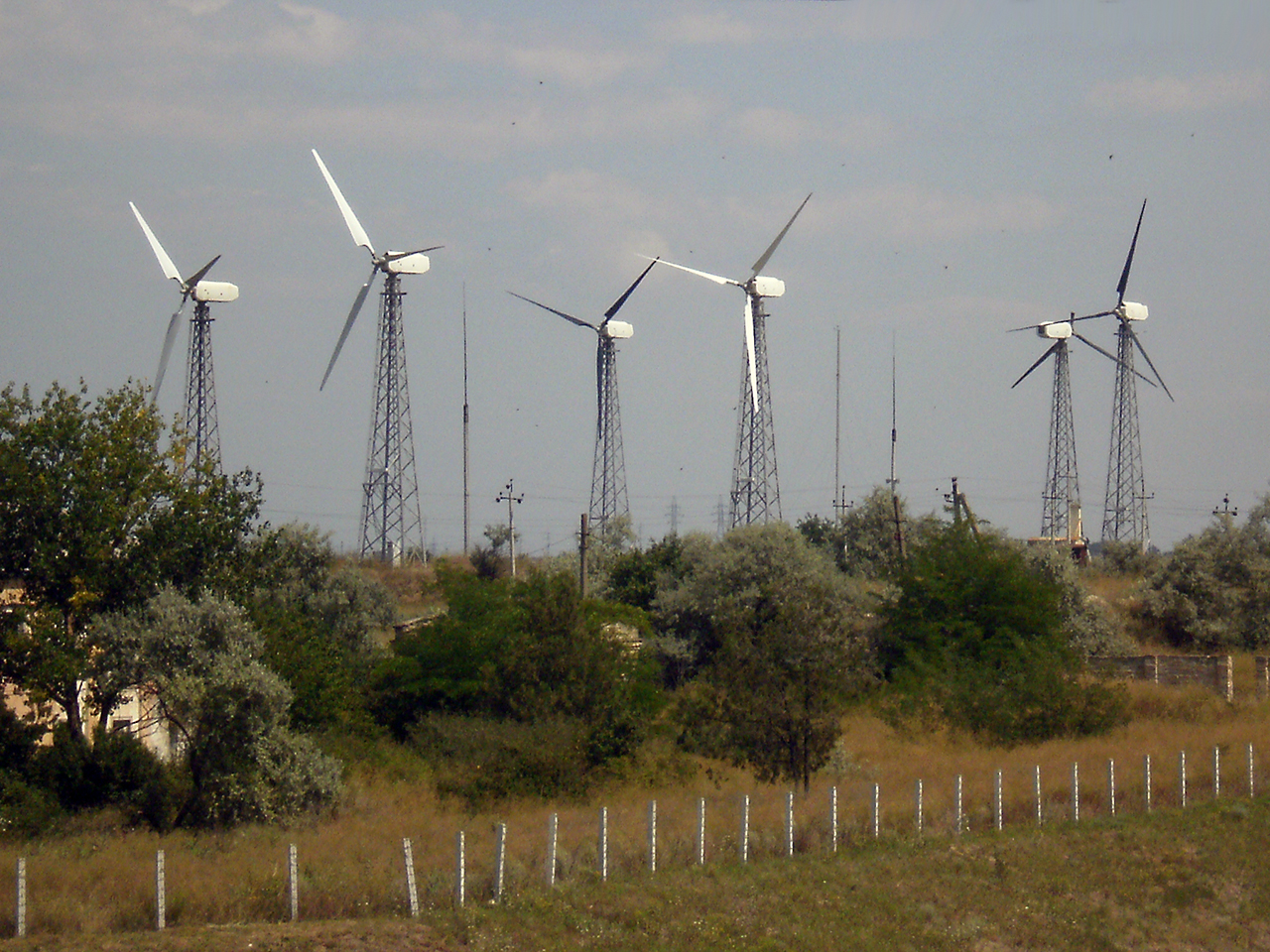
ВЕС у селищі Нові Білярі

- Завод групи компаній «Дельта Вілмар СНД» з переробки тропічних олій[6]